# 繁沢就忠
繁沢 就忠（はんざわ なりただ）は、江戸時代前期の長州藩士。父は繁沢就真。

## 生涯
寛永17年（1640年）、繁沢就真の子として生まれる。慶安元年（1648年）8月1日、毛利秀就の加冠により、七十郎の通称と「就」の偏諱を与えられ、就忠を名乗った。
元禄4年（1692年）、53歳で死去した。跡を子の氏守（忠三郎、平左衛門）が継いだ。